# Dead and Breakfast
Pour plus de détails, voir Fiche technique et Distribution.
Dead and Breakfast est un film américain réalisé par Matthew Leutwyler, sorti en 2004.

## Synopsis
Une bande de jeunes qui doit se rendre à un mariage se perd en cours de route. Ils décident alors de dormir dans un Bed and Breakfast perdu au fin fond de la campagne américaine.
Pendant la nuit le cuisinier est sauvagement assassiné et le propriétaire meurt d'une crise cardiaque. La bande de jeunes, soupçonnée par le shériff, est obligée de rester sur place.
C'est alors qu'en ouvrant une boîte magique l'un des jeunes libère un esprit malin, qui se met à posséder tous les habitants de la ville en les massacrant de manière plus brutale les uns que les autres.

## Fiche technique
- Titre : Dead and Breakfast
- Réalisation : Matthew Leutwyler
- Scénario : Matthew Leutwyler
- Musique : Brian Vander Ark
- Photographie : David Scardina
- Montage : Peter Devaney Flanagan
- Production : E.J. Heiser & Jun Tan
- Société de production et de distribution : Anchor Bay Entertainment
- Pays :  États-Unis
- Langue : Anglais
- Format : Couleur - Dolby Digital - DTS - 35 mm - 1.85:1
- Genre : Comédie horrifique
- Durée : 88 minutes
- Dates de sortie :
  - Mars 2004 (South by Southwest)
  - 19 août 2005
- Interdit aux moins de 16 ans

## Distribution
- Ever Carradine (VF : Laura Préjean) : Sara
- Gina Philips : Melody
- Erik Palladino (VF : Damien Ferrette) : David
- Oz Perkins : Johnny
- Jeffrey Dean Morgan (VF : Patrick Béthune) : Le shérif
- Brent David Fraser (VF : Serge Faliu) : Le vagabond
- Bianca Lawson : Kate
- Jeremy Sisto (VF : Jérôme Pauwels) : Christian
- Zach Selwyn : Randall Keith Randall
- Vincent Ventresca (VF : Emmanuel Karsen) : Doc Riley
- Mark Kelly (VF : Thierry Wermuth) : Le shérif adjoint Enus
- Diedrich Bader (VF : Marc Saez) : Le chef Henri
- Miranda Bailey (VF : Véronique Alycia) : Lisa Belmont
- David Carradine (VF : Marcel Guido) : Robert Wise
- Portia de Rossi (VF : Virginie Ledieu) : Kelly

## Autour du film
- Dans Dead and Breakfast, les zombies ne correspondent pas tout à fait aux standards habituels. En effet, ceux-ci peuvent parler, utiliser des outils, des armes à feu, fumer, jouer de la musique et même danser.
- À plusieurs reprises dans le film, il est d'ailleurs dit que ce ne sont pas des zombies, même si ceux-ci en gardent quand même quelques caractéristiques principales (exemple : pour les tuer il faut toucher la tête).